# یوروکوپتر ام‌اچ-۶۵ دلفین
یوروکوپتر ام‌اچ-۶۵ دلفین (به انگلیسی: Eurocopter MH-65 Dolphin) یک بالگرد دو موتوره است که توسط گارد ساحلی ایالات متحده (USCG) برای مأموریت‌های جستجو و نجات (SAR) با قابلیت تخلیه پزشکی و استفاده مسلحانه از نیروی هوایی استفاده می‌شود. این بالگرد نسخه‌ای از بالگرد یوروکوپتر ای‌اس۳۶۵ دوفین ساخت فرانسه است.

## کاربران
اسرائیل
- نیروی هوایی اسرائیل[۱]

 ایالات متحده آمریکا
- گارد ساحلی ایالات متحده آمریکا[۲]

## مشخصات فنی (ام‌اچ-۶۵سی)
داده‌ها از United States Coast Guard
ویژگی‌های عمومی
- خدمه: ۲ خلبان و ۲ خدمه
- طول: ۱۱٫۶ متر (۳۸ فوت ۱ اینچ)
- ارتفاع: ۴ متر (۱۳ فوت ۱ اینچ)
- وزن خالی: ۳٬۱۲۸ کیلوگرم (۶٬۸۹۶ پوند)
- بیشترین وزن برخاست: ۴٬۳۰۰ کیلوگرم (۹٬۴۸۰ پوند)
- پیشرانه: ۲ عدد موتور توربوشفت Turbomeca Arriel 2C2-CG، ۶۳۶ کیلووات (۸۵۳ اسب بخار) در هر موتور
- قطر روتور اصلی:  ۱۱٫۹ متر (۳۹ فوت ۱ اینچ)
- مساحت روتور اصلی: ۳۸٫۵۴ متر مربع (۴۱۴٫۸ فوت مربع)

عملکرد
- حداکثر سرعت: ۳۳۰ کیلومتر بر ساعت (۲۱۰ مایل بر ساعت، ۱۸۰ گره)
- سرعت کروز: ۲۴۰ کیلومتر بر ساعت (۱۵۰ مایل بر ساعت، ۱۳۰ گره)
- بُرد: ۶۵۸ کیلومتر (۴۰۹ مایل، ۳۵۵ مایل دریایی)
- حداکثر ارتفاع: ۵٬۴۸۶ متر (۱۷٬۹۹۹ فوت)

تسلیحات

- اسلحه‌ها:
- 1 x 7.62 mm M240 machine gun
- 1 x بارت ام۸۲ ۰٫۵۰ اینچ (۱۲٫۷۰ میلیمتر) caliber precision rifle

## همچنین ببینید
توسعه مرتبط
- یوروکوپتر ای‌اس۵۶۵ پنثر

بالگردهای با پیکربندی، عملکرد و یا دوره زمانی مشابه
- آگوستا ام‌اچ-۶۸ استینگری
- آگوستاوستلند سی‌اچ-۱۴۹ کورمورانت
- سیکورسکی ام‌اچ-۶۰ جایهاوک